# محوطه واقع در زمینهای چم
محوطه واقع در زمینهای چم در شهرستان شوشتر، بین روستاهای یباره و بنه نضیر واقع شده و این اثر در تاریخ ۵ آذر ۱۳۸۰ با شمارهٔ ثبت ۴۳۷۵ به‌عنوان یکی از آثار ملی ایران به ثبت رسیده است.